# Менай Бридж
Мѐнай Бридж (на английски: Menai Bridge;на уелски: Porthaethwy, Порта̀йтуй) е град в Северен Уелс, графство Ангълси. Разположен е на северния бряг на пролива Менай на Ирландско море на едноименния остров Ангълси. Срещу него на южния бряг на пролива е град Бангор. Има пристанище. Населението му е 3850 жители според данни от преброяването през 2001 г.